# شاه‌پسند درختچه‌ای
شاه‌پسند درختچه‌ای (نام علمی: Lantana camara) گونه‌ای گیاه چندساله و درختچه‌ای است. از بین ۱۵۰ گونه موجود در میان شاه‌پسندیان، شاه‌پسند درختچه‌ای جزو معدود گونه‌های دارای ارزش زینتی است. این گونه به دلیل ماهیت سخت و مقاوم خود، به عنوان گیاهی زینتی در جامعه باغبانی از محبوبیت ویژه‌ای برخوردار شده است. شیره‌ای که از برگ‌های شاه پسند درختچه‌ای خارج می‌شود دارای خصوصیات درمانی است. شاه پسند یکی از گونه‌های جاذب پروانه هاست و در ایالات متحده از آن در باغ ویژه پروانه‌ها استفاده می‌شود.

## نگارخانه

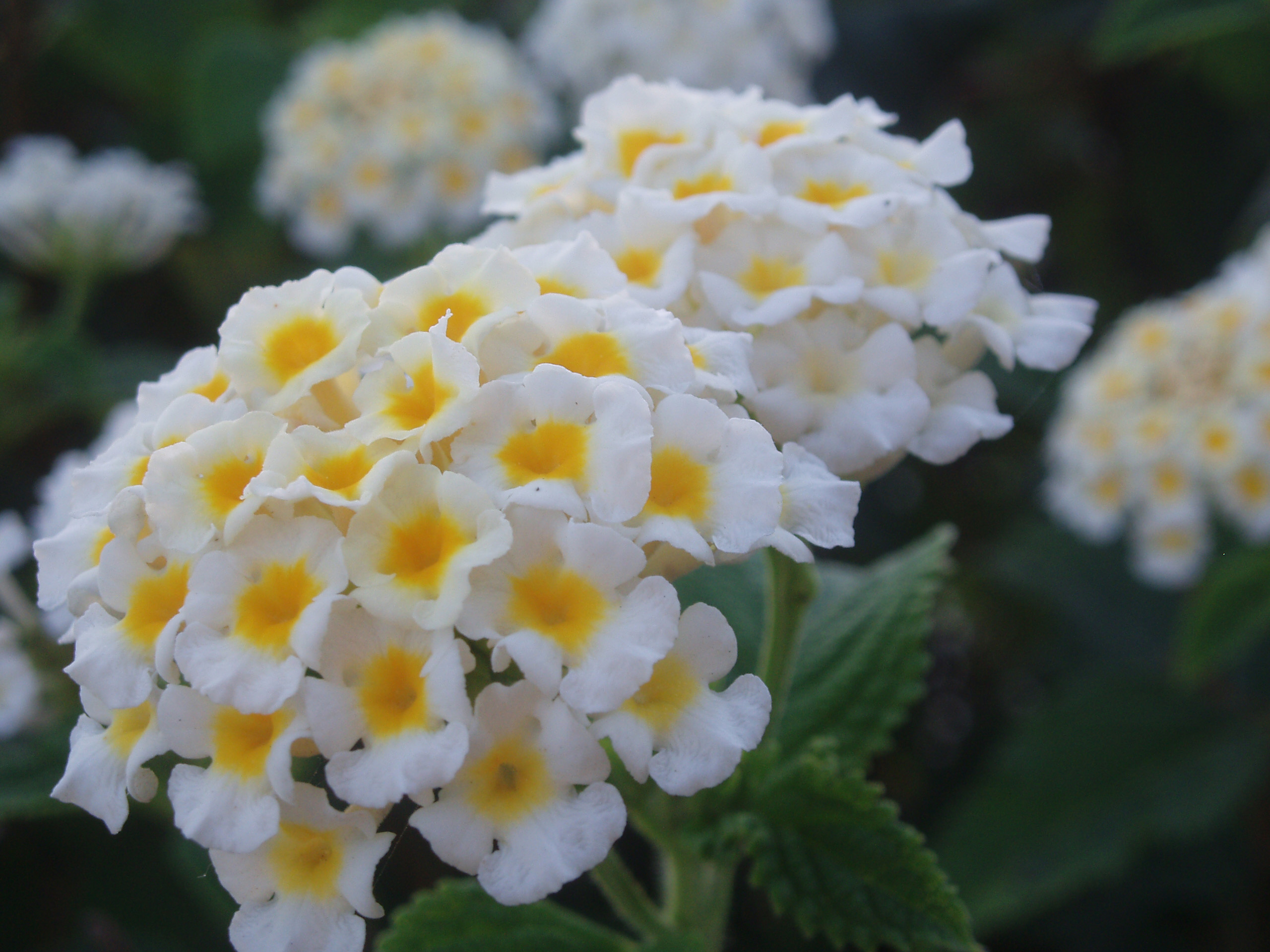
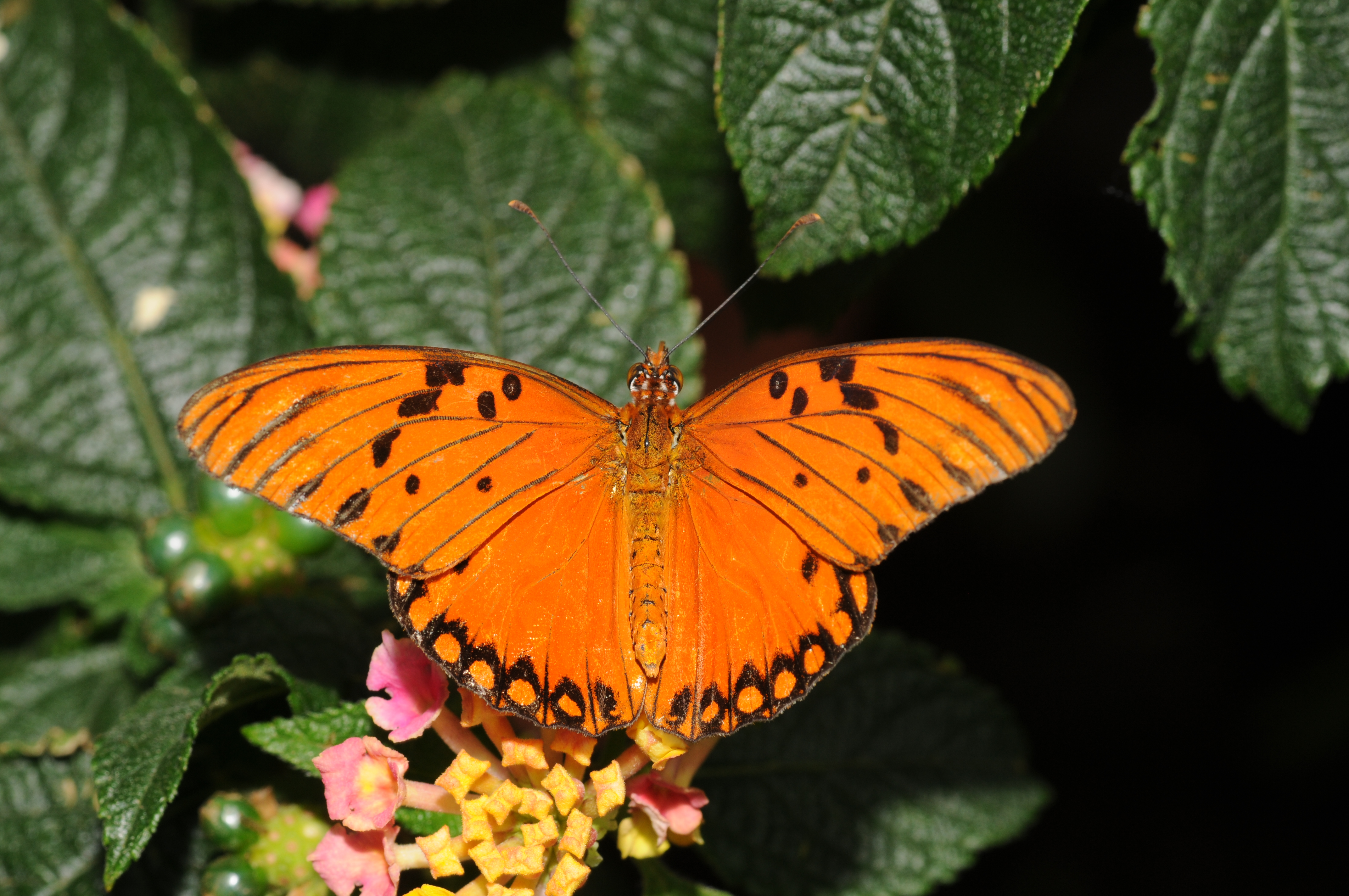
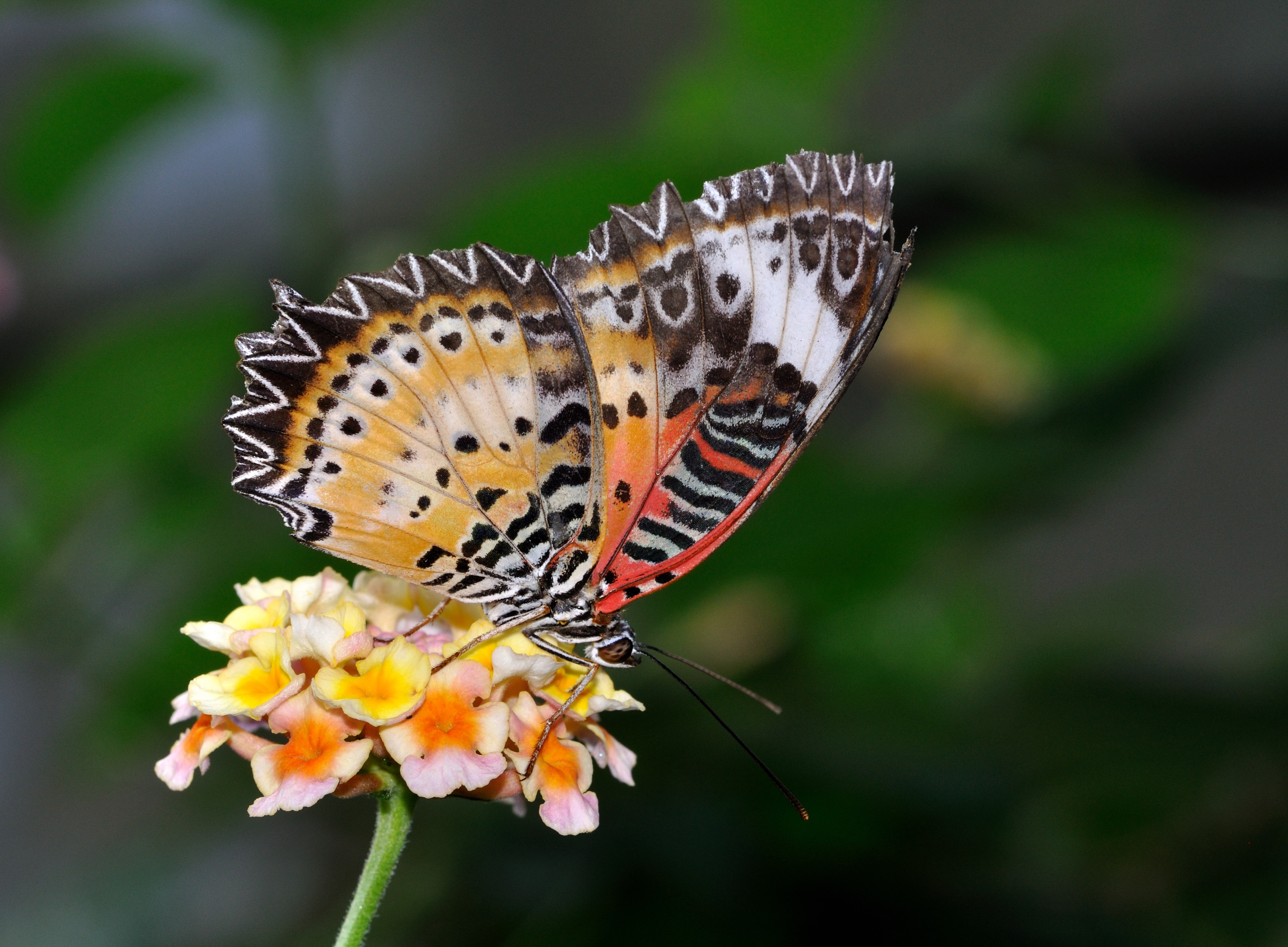
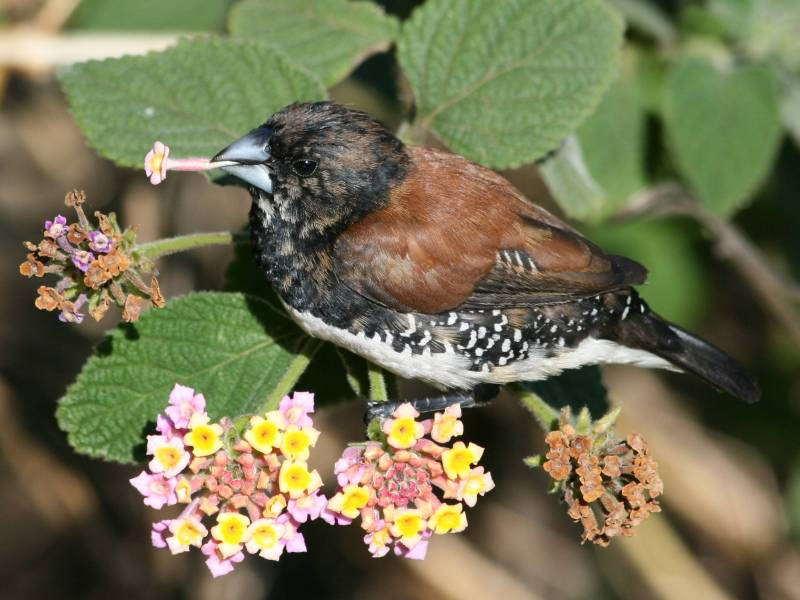
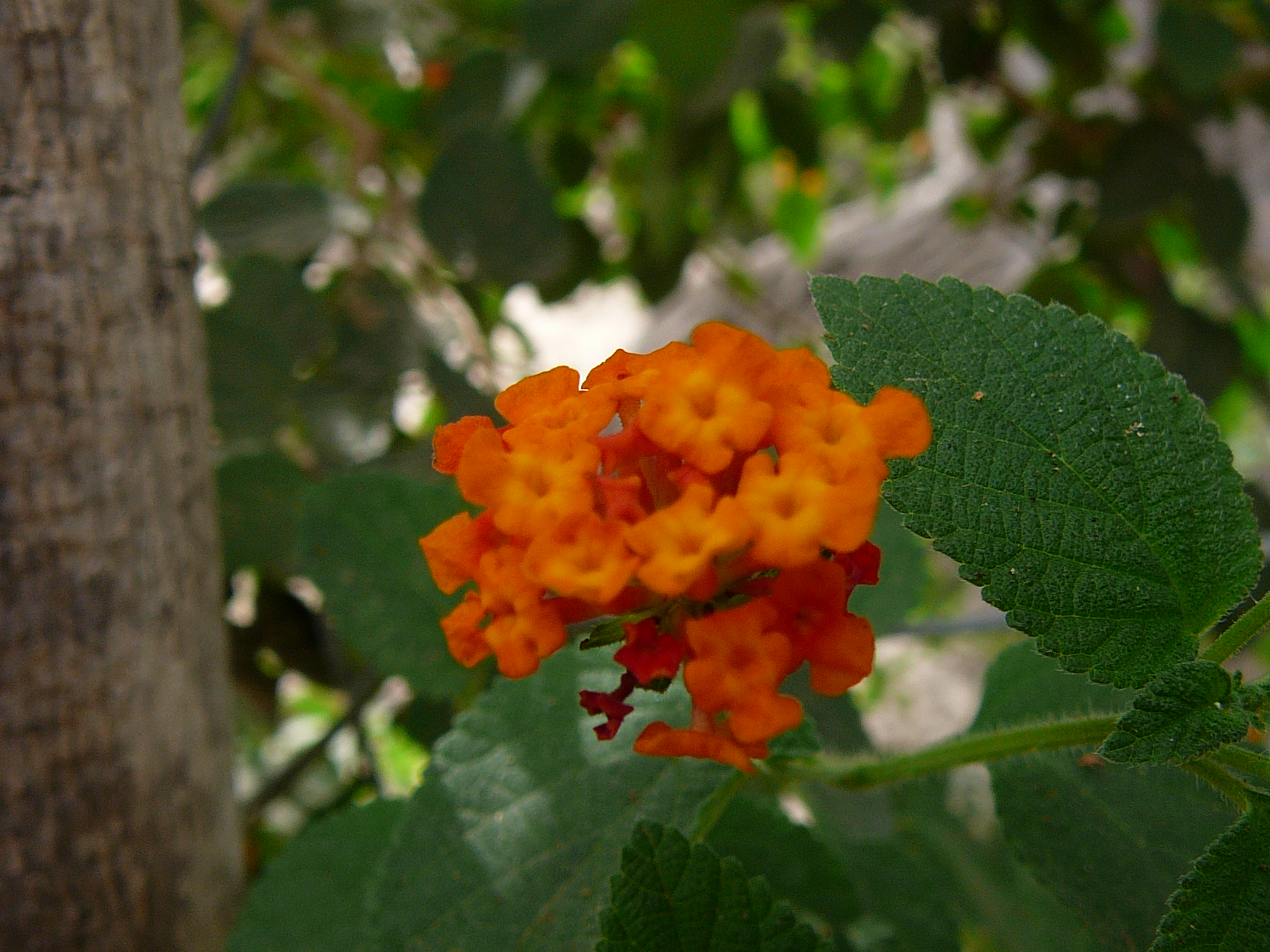
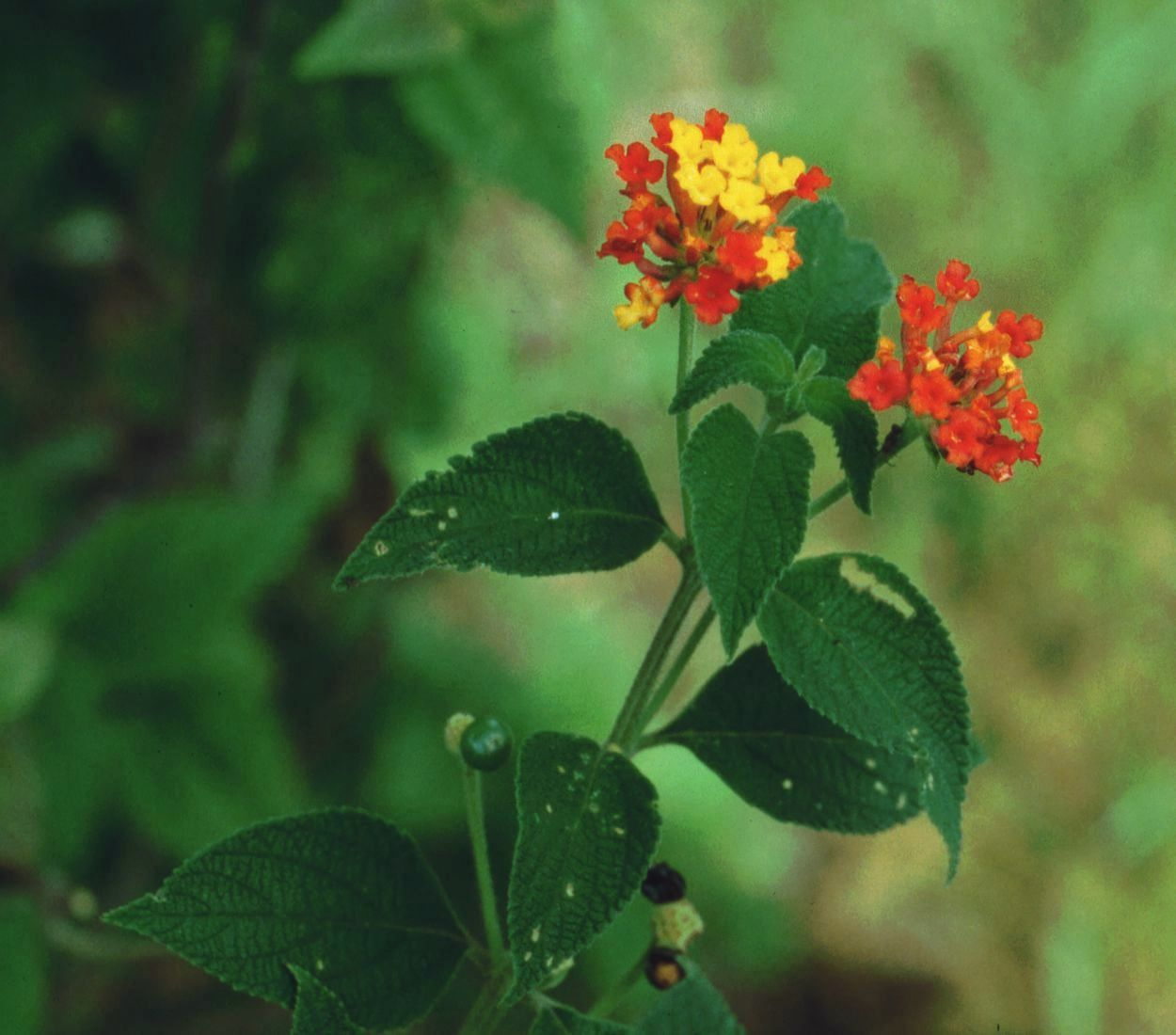
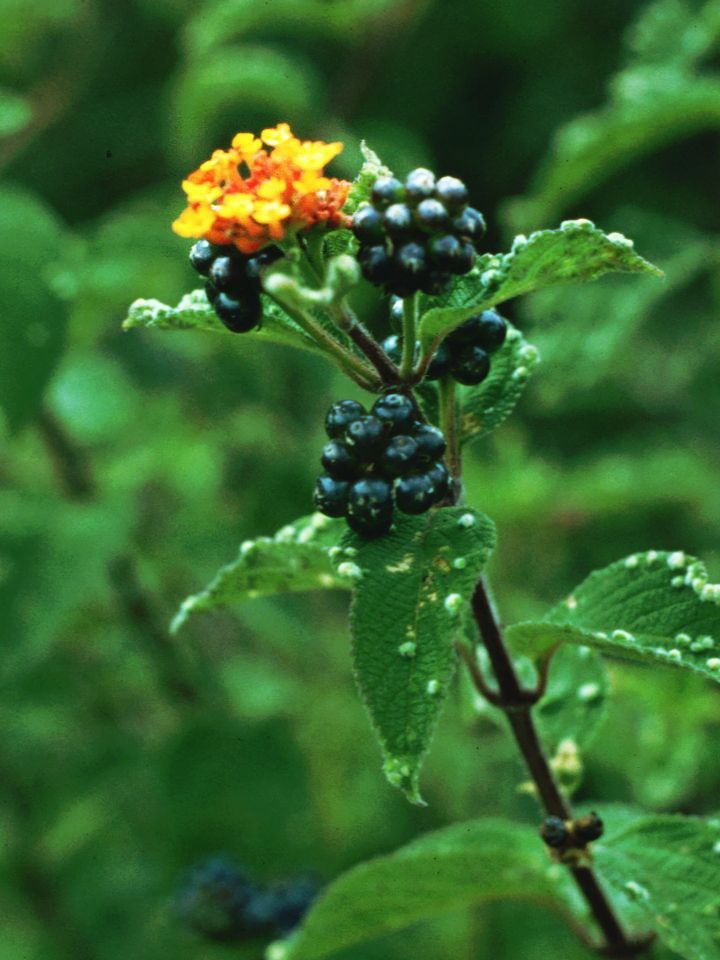